# Drassinella
Drassinella es un género de arañas araneomorfas de la familia Corinnidae. Se encuentra en Estados Unidos y México.

## Lista de especies
Según The World Spider Catalog 12.0:
- Drassinella gertschi Platnick & Ubick, 1989
- Drassinella modesta Banks, 1904
- Drassinella schulzefenai (Chamberlin & Ivie, 1936)
- Drassinella sclerata (Chamberlin & Ivie, 1935)
- Drassinella siskiyou Platnick & Ubick, 1989
- Drassinella sonoma Platnick & Ubick, 1989
- Drassinella unicolor (Chamberlin & Ivie, 1935)